# Maciej Tataj
Maciej Tataj (ur. 9 stycznia 1980 w Warszawie) – polski piłkarz i trener.
Maciej Tataj piłkarską karierę rozpoczynał w Agrykoli Warszawa, gdzie występował w zespołach juniorskich. W 1999 roku trafił do Okęcia Warszawa, a w 2004 do Mazowsza Grójec. Przed sezonem 2005/2006 przeszedł do GLKS Nadarzyn, a później do Polonii Warszawa. W 2007 roku przebywał na wypożyczeniu w fińskim Vaasan Palloseura, a następnie w Dolcanie Ząbki, w którego barwach w rundzie wiosennej sezonu 2007/2008 zdobył 19 goli w 14 meczach. Latem 2008 roku definitywnie został zawodnikiem Dolcanu, w którym nadal stanowił o sile ofensywnej zespołu. W styczniu 2010 roku podpisał kontrakt z grającą w Ekstraklasie Koroną Kielce. Rozegrał w niej 31 meczów i strzelił sześć bramek. Latem 2011 został wypożyczony do Dolcanu Ząbki. Przedłużył kontrakt z Dolcanem Ząbki i stał się kapitanem zespołu. Karierę zakończył w 2016 roku, potem został trenerem.

## Kariera

### Agrykola i Okęcie
Maciej Tataj swoją piłkarską karierę rozpoczynał w Agrykoli Warszawa, mając dziesięć lat. W rozgrywkach juniorskich strzelał blisko czterdzieści goli. Będąc dzieckiem marzył o grze w barwach innego stołecznego zespołu – Legii Warszawa.
W 1999 roku został zawodnikiem Okęcia Warszawa. Mając 19 lat zdobył koronę Króla Strzelców szóstej ligi. W sezonie 2002/2003 strzelił dziesięć goli w lidze i został najlepszym strzelcem swojego zespołu. Grał również między innymi w wygranym 1:0 meczu pierwszej rundy pucharu Polski z Tłokami Gorzyce. W spotkaniu dalszej fazy z Legią Warszawa jednak nie wystąpił. Okęcie przegrało z Wojskowymi 0:3 i odpadło z rozgrywek. W sezonie 2003/2004 Tataj zdobył w trzeciej lidze 14 goli i obok Adama Czerkasa był najlepszym strzelcem stołecznego klubu. W styczniu 2004 roku przebywał na testach w Polonii Warszawa. Zagrał w wewnętrznym sparingu w którym strzelił trzy bramki. Mimo to, ówczesny trener Czarnych Koszul, Krzysztof Chrobak nie zdecydował się na jego zatrudnienie. W czasach gry w Okęciu ukończył studia na Akademii Wychowania Fizycznego. Ze względu na małe zarobki, został nauczycielem wychowania fizycznego w XXVII Liceum Ogólnokształcącym imienia Tadeusza Czackiego w Warszawie.

### Mazowsze i GLKS
Przed sezonem 2004/2005 Tataj trafił do Mazowsza Grójec. W spotkaniu czwartej kolejki z Legionovią Legionowo w przeciągu czterech minut strzelił hat tricka i zapewnił swojemu zespołowi remis 4:4. W październiku 2004 zdobył dwie bramki w pojedynku z MG MZKS Kozienice, a Mazowsze wygrało 3:0. Łącznie w sezonie 2004/2005 do siatki rywali trafiał czternaście razy. Ten wynik zapewnił mu wraz z Arkadiuszem Żarczyńskim tytuł Króla Strzelców. Pomimo sukcesu, nie dostał żadnej oferty z lepszego klubu i myślał o zakończeniu kariery oraz poświęceniu się pracy nauczyciela.
Latem 2005 roku Tataj przeszedł do czwartoligowego GLKS Nadarzyn. W swoim debiucie zdobył trzy gole w spotkaniu z MKS Piaseczno, a jego nowy klub wygrał 7:0. Kolejnego hat tricka strzelił 24 sierpnia w pojedynku z Deltą Warszawa. W październiku aż czterokrotnie trafiał do bramki Powiślanki Lipsko w wygranym 4:1 spotkaniu. Ostatnie trzy gole zdobył w przeciągu dziesięciu minut. W szesnastej kolejce rozgrywek po raz kolejny zdobył trzy bramki i zapewnił swojemu zespołowi cenne zwycięstwo. Tataj do końca sezonu wykazywał dużą skuteczność. Łącznie strzelił 37 goli i został Królem Strzelców czwartej ligi mazowieckiej. GLKS zajął w tabeli czwarte miejsce.

### Polonia Warszawa
| Statystyki z gry w Polonii | Statystyki z gry w Polonii | Statystyki z gry w Polonii |
| Rozgrywki                  | Mecze                      | Gole                       |
| -------------------------- | -------------------------- | -------------------------- |
| Liga                       | 34                         | 6                          |
| Puchar Polski              | 3                          | 0                          |
| Razem                      | 37                         | 6                          |

Pod koniec czerwca 2006 roku do Tataja zadzwonił trener Polonii Warszawa, Andrzej Wiśniewski i zaprosił go na sparing swojego zespołu. Oprócz niego na testach było jeszcze mnóstwo zawodników z całej Polski. Po meczu kontrolnym szkoleniowiec jemu jako jedynemu zaproponował poniedziałkowy trening. Potem Tataj wyjechał z drużyną na obóz do Zegrza, a na kolejnym zgrupowaniu w Świętej Lipce podpisał trzyletni kontrakt z Polonią która w sezonie 2005/2006 zajęła w Orange Ekstraklasie przedostatnie miejsce i spadła do drugiej ligi. Zrezygnował wówczas z pracy nauczyciela. 30 lipca zadebiutował w barwach stołecznej drużyny w wygranym 1:0 spotkaniu z Kmitą Zabierzów. W kolejnym pojedynku z Ruchem Chorzów zdobył dwie bramki, jednak mimo to Polonia uległa rywalowi 3:4. W meczu z Unią Janikowo strzelił gola na wagę cennego remisu. Po przyjściu trenera Waldemara Fornalika stracił jednak miejsce w pierwszym składzie. Wiosną zagrał w zaledwie sześciu spotkaniach. Polonia w tabeli uplasowała się na szóstym miejscu.
Latem 2007 roku Tataj został wystawiony na listę transferową. Musiał szybko zacząć szukać nowego klubu. Jego żona była bezpośrednio po porodzie i małżeństwo nie wiedziało jaką decyzję podjąć. Tataj miał odejść do ŁKS Łomża, ale na przeszkodzie stanął wysoki kontrakt jaki miał w Warszawie. W sierpniu pojechał na testy do Vaasan Palloseura i kilka dni później został wypożyczony do fińskiego klubu. Na miejscu trenował tydzień, po czym zagrał meczu w którym pojawił się na boisku w 72 minucie. Kilka chwil po wejściu na murawę został ukarany żółtą kartką, zaś w całym spotkaniu zaprezentował się słabo. Po powrocie do Warszawy okazało się, że kilku czołowych piłkarzy jest kontuzjowanych. Trener Fornalik powiedział Tatajowi, że jeśli chce to może zostać i walczyć o miejsce w podstawowym składzie. 29 października 2007 roku stołeczny zespół objął Dariusz Wdowczyk, który postawił w ataku na Jacka Kosmalskiego. W przerwie zimowej podczas obozu w Turcji, nowy szkoleniowiec Polonii stwierdził, że nie widzi szans dla Tataja aby ten mieścił się w meczowej osiemnastce i nakazał mu szukać nowego klubu.

### Dolcan Ząbki
Brak miejsca w podstawowym składzie spowodował, że Tataj został na rundę wiosenną wypożyczony do Dolcanu Ząbki, którego trenerem był Marcin Sasal – szkoleniowiec z którym pracował wcześniej w GLKS Nadarzyn. W nowym klubie zadebiutował 15 marca 2008 roku w spotkaniu trzeciej ligi z Nadnarwianką Pułtusk. Swojego pierwszego gola strzelił dwa tygodnie później w pojedynku ze Stalą Głowno. Na początku kwietnia zdobył ważną bramkę w spotkaniu z Wigrami Suwałki, która dała Dolcanowi zwycięstwo 1:0. W ostatnich siedmiu pojedynkach sezonu, Tataj zagrał sześć razy i strzelił 13 goli (m.in. hat trick w meczach z Orłem Kolno i Warmią Grajewo oraz cztery gole z Mazowszem Grójec). Łącznie zdobył 19 bramek i został Królem Strzelców trzeciej ligi. Dolcan zajął w tabeli pierwsze miejsce i dzięki świetnej grze Tataja awansował do nowo utworzonej Unibet Pierwszej Ligi.
| Statystyki z gry w Dolcanie | Statystyki z gry w Dolcanie | Statystyki z gry w Dolcanie |
| Rozgrywki                   | Mecze                       | Gole                        |
| --------------------------- | --------------------------- | --------------------------- |
| Liga                        | 97                          | 59                          |
| Puchar Polski               | 5                           | 4                           |
| Razem                       | 102                         | 64                          |

Latem 2008 roku Tataj definitywnie przeszedł do Dolcanu Ząbki. W sezonie 2008/2009 nie był już tak skuteczny jak w poprzednich rozgrywkach, ale nadal stanowił o sile ofensywnej zespołu. W sierpniowym spotkaniu z Górnikiem Łęczna w 73 minucie przy stanie meczu 2:0 dla rywali nie strzelił rzutu karnego. Górnik zdołał zdobyć później jeszcze jedną bramkę i wygrał cały pojedynek 3:0. W spotkaniu ze Stalą Stalowa Wola trafił do siatki przeciwnika dwukrotnie i zapewnił swojemu zespołowi zwycięstwo. Strzelił również dwa ważne gole z Wartą Poznań. Sezon zakończył z 32 meczami na koncie oraz dziewięcioma bramki. Dolcan uplasował się na ósmym miejscu w tabeli.
W sezonie 2009/2010 Tataj odzyskał skuteczność którą imponował w trzeciej lidze. Występy rozpoczął od spotkania ze Stalą Stalowa Wola w którym zdobył dwa gole. W sierpniu zagrał w meczu z Widzewem Łódź i strzelił w nim bramkę na wagę trzech punktów. We wrześniu trzykrotnie trafiał do bramki GKP Gorzów Wielkopolski w ligowym spotkaniu zakończonym zwycięstwem Dolcanu 3:1. Hat tricka zdobył również w październikowym pojedynku z Górnikiem Łęczna. Łącznie jesienią wystąpił w 19 meczach w których strzelił 12 goli. W grudniu został wybrany przez redakcję tygodnika Piłka Nożna Pierwszoligowcem Roku wyprzedzając Krzysztofa Hrymowicza oraz Adriana Budkę.

### Korona Kielce
| Statystyki z gry w Koronie | Statystyki z gry w Koronie | Statystyki z gry w Koronie |
| Rozgrywki                  | Mecze                      | Gole                       |
| -------------------------- | -------------------------- | -------------------------- |
| Liga                       | 31                         | 6                          |
| Puchar Polski              | 4                          | 3                          |
| Razem                      | 35                         | 9                          |

Po zakończeniu rudny jesiennej, trener Dolcanu, Marcin Sasal został mianowany następcą Marka Motyki w Koronie Kielce. Szybko pojawiły się spekulację, że nowy opiekun kielczan będzie chciał mieć wiosną Tataja w prowadzonym przez siebie zespole. Zainteresowanie zawodnikiem wyraziła również Pogoń Szczecin, jednak na początku stycznia 2010 piłkarz podpisał dwuipółletnią umowę z Koroną. Do kieleckiego klubu dołączył wraz ze swoim kolegą z Dolcanu, Grzegorzem Lechem. Po transferze zaczęto porównywać go do reprezentanta Polski, Grzegorz Piechny, który w Koronie spędził dwa lata i przez ten czas strzelił w 73 meczach 50 goli. 11 stycznia wraz z Koroną rozpoczął przygotowania do rudny wiosennej. W swoim nieoficjalnym debiucie – sparingu z LKS Niecieczą – zdobył gola. Następnie wraz ze swoim zespołem przebywał na zgrupowaniach w Kleszczowie i Turcji. 19 lutego został oficjalnie zaprezentowany przed kibicami Korony na oficjalnej prezentacji w Hali Legionów. Osiem dni później zadebiutował w Ekstraklasie, wchodząc na boisko w drugiej połowie spotkania z Jagiellonią Białystok za Krzysztofa Gajtkowskiego. W meczu następnej kolejki z Polonią Bytom, Tataj wyszedł w podstawowym składzie, a w dziewiątej minucie strzelił prawidłowego gola, którego jednak sędzia nie uznał. Mimo to Korona wygrała 1:0. 17 marca w pojedynku pucharu Polski z Jagiellonią, wraz z Michałem Zielińskim stworzył od pierwszych minut duet napastników. W 43 minucie wykorzystał dokładne podanie Grzegorza Lecha i ustalił wynik meczu na 3:1. Była to jego pierwsza bramka w barwach Korony. Trzy dni później w rozegranym na Arenie Kielc spotkaniu ligowym z Odrą Wodzisław Śląski Tataj zdobył swojego premierowego gola w Ekstraklasie – pod koniec pierwszej połowy uderzył głową z trzech metrów i pokonał Arkadiusza Onyszkę, który tym samym skapitulował po raz pierwszy wiosną. Następnie nie dysponował wysoką formą, dlatego też nie grał w podstawowym składzie, lecz wchodził na boisko w drugiej połowie. W przedostatnim pojedynku sezonu z Zagłębiem Lubin pojawił się jednak od pierwszych minut i dwukrotnie pokonał bramkarza gości Bojana Isailovicia, czym zapewnił swojemu zespołowi remis 2:2. Dwa gole strzelił również w ostatnim spotkaniu z Ruchem Chorzów i cały sezon zakończył z dorobkiem sześciu bramek na koncie.
W sezonie 2010/2011 wiele osób liczyło na to, że Tataj będzie podstawową siłą ofensywną Korony Kielce. Tak się jednak nie stało. Pierwsze dwa trafienia zawodnik zanotował w spotkaniu Pucharu Polski, kiedy to „Scyzory” podejmowały Wigry Suwałki. Jego gole dały zwycięstwo i awans do następnej rundy. Bramkę w lidze napastnikowi udało się zdobyć 16 października 2010 roku, gdy w Kielcach Korona mierzyła się z GKS-em Bełchatów. Mecz zakończył się zwycięstwem gospodarzy 3:1. W spotkaniu rewanżowym z GKS-em Bełchatów, Tataj ponownie trafił do bramki, ale tym razem był to gol samobójczy. Zawodnik w ostatnich minutach skierował głową piłkę do siatki i tym samym pozbawił swoją drużynę jednego punktu (Korona przegrała 1:0). Maciej Tataj wyraźnie przegrywał rywalizację z Andrzejem Niedzielanem, który był skuteczniejszy i dysponował lepszą formą. Efektem tego było to, że „Patataj” w wyjściowej jedenastce w ciągu całego sezonu znalazł się 5 razy na 20 spotkań (włączając w to spotkanie pucharowe). Klub z Kielc po zakończeniu rozgrywek postanowił wypożyczyć piłkarza.

### Powrót do Ząbek
| Statystyki z gry po powrocie do Dolcanu         | Statystyki z gry po powrocie do Dolcanu | Statystyki z gry po powrocie do Dolcanu |
| Rozgrywki                                       | Mecze                                   | Gole                                    |
| ----------------------------------------------- | --------------------------------------- | --------------------------------------- |
| Liga                                            | 48                                      | 20                                      |
| Puchar Polski                                   | 3                                       | 2                                       |
| Razem                                           | 51                                      | 22                                      |
| Stan na koniec rundy wiosennej sezonu 2012/2013 |                                         |                                         |

Maciej Tataj nie krył rozczarowania w związku z decyzją zarządu Korony Kielce, musiał się jednak z nią pogodzić. Jak sam przyznał, jedyna konkretna oferta napłynęła z Dolcanu Ząbki, czyli klubu, w którym zawodnik grał już wcześniej i dzięki któremu trafił do Ekstraklasy. Transfer odbył się na zasadzie rocznego wypożyczenia. Od początku sezonu, trener Robert Podoliński powierzył mu opaskę kapitana. Tataj szybko przypomniał o sobie kibicom miejscowego klubu. Premierowego gola po powrocie do Ząbek zdobył w I. kolejce ligowej. Dolcan podejmował wtedy na własnym obiekcie Ruch Radzionków. Mecz wygrali gospodarze 2:0, a jedną z bramek zdobył „Patataj”. Kolejne dwie przypadły na spotkania z Flotą Świnoujście oraz Górnikiem Polkowice. Wszystko wskazywało na to, że napastnik, zaliczając serię trzech meczów ze zdobytą bramką, odzyskał dawną formę, jaką dysponował przed odejściem z Dolcanu. Mimo świetnej gry napastnika, zespół tracił punkty i staczał się w dół tabeli. Efektem tego była ponowna walka o utrzymanie na zapleczu Ekstraklasy. Mimo przeciętnej gry reszty zawodników, Maciej Tataj nadal prezentował wyśmienitą formę, niejednokrotnie ratując punkty dla Dolcanu. Miało to miejsce w wygranym spotkaniu z Wisłą Płock czy Pogonią Szczecin. W owych meczach zawodnik zdobył po dwa gola, a spotkania zakończyły się wynikiem 2:1 dla Ząbkovii. W całym sezonie 2011/2012 Tataj zdobył 14 goli w 29 meczach ligowych. To w głównej mierze, dzięki jego grze, Dolcan po raz kolejny utrzymał się w I. lidze zajmując ostatecznie 14. pozycję w tabeli. Do tytułu króla strzelców zabrakło mu pięciu goli.
Maciej Tataj dzięki regularnej grze w Dolcanie odzyskał formę i skuteczność. Mimo tego Korona Kielce, z której był wypożyczony postanowiła nie korzystać już z usług napastnika. W związku z tym piłkarz ponownie trafił do Ząbek, jednak tym razem na zasadzie transferu definitywnego. Latem 2012 roku Robert Podoliński postanowił wzmocnić linię ofensywną. Do Dolcanu dołączyli tacy zawodnicy jak Dariusz Zjawiński, Mateusz Piątkowski, Rafał Wiśniowski czy Emil Wrażeń. Szkoleniowiec drużyny z Ząbek preferował styl gry 3-5-2, więc miejsce w składzie było tylko dla dwóch napastników. W napadzie Tatajowi najczęściej towarzyszył Piątkowski, jednak zdarzało się tak, że od pierwszych minut „Patataj” siadał na ławce rezerwowych, a jego miejsce zajmował Dariusz Zjawiński. Pierwszego gola w sezonie 2012/2013 zawodnik zdobył w pucharowym spotkaniu z Miedzią Legnica. Bramka padła po rzucie karnym, a Dolcan przegrał 1:2 i tym samym odpadł z Pucharu Polski już w I. rundzie. Pierwsze trafienie w lidze, Tataj zanotował w meczu z ŁKS-em Łódź, który zakończyło się podziałem punktów. Do końca rundy jesiennej, piłkarz w 13 spotkaniach ligowych wpisał się na listę strzelców 5-krotnie. Wiosna dla napastnika nie była już tak udana. Tataj wystąpił tylko w pięciu meczach. Mało tego, nawet jednych zawodów nie rozegrał w pełnym wymiarze czasowym, spędzając na boisku łącznie 104 minuty. W meczu z Bogdanką Łęczna udało mu się trafić do siatki. Spotkanie zakończyło się wysokim zwycięstwem podopiecznych Roberta Podolińskiego. Dolcan wygrał 5:0. Piłkarz zamknął sezon łącznie z 7 bramkami. 8 sierpnia 2013 roku został wypożyczony na rok do II-ligowego Motoru Lublin. W nowym klubie zadebiutował 10 sierpnia 2013 roku w Krakowie przeciwko miejscowej Garbarni w meczu 3 kolejki II ligi wschodniej zmieniając w 55. minucie Mateusza Brozia. Po ligowym meczu w Krakowie na stałe wskoczył do podstawowego składu i stał się najlepszym zawodnikiem strzelając jesienią dla żółto-biało-niebieskich 11 bramek w 16 meczach. 3 listopada 2013 roku w meczu 15 kolejki II ligi wschodniej przed własną publicznością popisał się strzałem z przewrotki i pokonał bramkarza Olimpii Elbląg Aleksieja Rogaczowa.

## Sukcesy
- Pierwszoligowiec roku w plebiscycie Piłki Nożnej w 2009.